# Кочинос (острова)
Острова Кочинос (исп. Cayos Cochinos) — два небольших острова (Кайо Менор и Кайо Гранде) и 13 мелких коралловых рифов, расположенных в 30 км к северо-востоку от города Ла-Сейба на северном побережье Гондураса. Они принадлежат департаменту Ислас-де-ла-Баия. Население насчитывает 108 человек (по переписи населения 2001 года). Общая площадь островной суши составляет около 2 км².
Острова находятся в морском охраняемом районе, принадлежащем Фонду охраны коралловых рифов Гондураса. Местные коралловые рифы являются частью крупной рифовой системы, известной как Месоамериканский Барьерный риф. На острове Кайо-Менор имеется научно-исследовательская станция.
Журнал National Geographic пишет: «Воды вокруг этих коралловых отмелей — просто мечта для морского биолога: охраняются государством, закрыты для водолазов и рыбаков и полны существ, которые ещё не имеют названий.»

## Инфраструктура

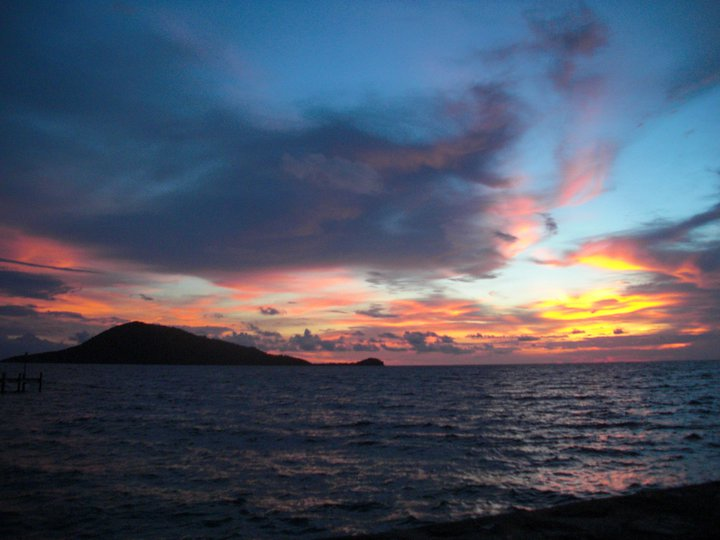
Закат над островами

На архипелаге Кайос-Кочинос нет дорог, отсутствуют автомобили и велосипеды. На Кайо-Гранде есть тропа, которая соединяет жилые дома с пляжем. На самой высокой точке острова есть маяк. Единственными жителями острова являются люди народа гарифуна, живущие в деревне. До островов можно добраться на лодке от Ла-Сейба или на паруснике из Роатана.
Меры по сохранению подводной среды привели к тому, что бассейн Кайос-Кочинос остаётся самым нетронутым и первобытным в Ислас-де-ла-Баия. Фонд охраны коралловых рифов Гондураса несет ответственность за соблюдение экологических ограничений и защиту морского парка, и берет плату за вход в него.

## Охрана природы
Острова Кайос и окружающие их воды были объявлены морским заповедником в 1994 году Смитсоновским институтом с целью защиты всех морских и наземных видов. Район заповедника простирается на восемь километров во всех направлениях. Закон запрещает промысловое рыболовство в данной акватории. Местным людям гарифуна разрешено ловить рыбу на удочку, но запрещены использование сетей и подводная охота.
Начиная с 1994 года, Смитсоновский институт, Всемирный Фонд дикой природы, Фонд охраны коралловых рифов Гондураса, Operation Wallacea и другие некоммерческие организации помогают сохранить естественную фауну и флору области.